# تمپل اف. اسمیت
تمپل اف. اسمیت (انگلیسی: Temple F. Smith؛ زادهٔ ۷ مارس ۱۹۳۹) یک استاد دانشگاه در رشته مهندسی پزشکی است.
اسمیت مدرک کارشناسی خویش را در سال ۱۹۶۳ از دانشگاه پردیو و دکترای خویش را در سال ۱۹۶۹ از دانشگاه کلرادو در بولدر کسب نموده است
در سال ۱۹۸۱ اسمیت به همراه مایکل واترمن به توسعه الگوریتم اسمیت واترمن کمک نموده است
وی برنده جایزه ISCB Senior Scientist در سال ۲۰۰۷ شده است